# Presse écrite en Guinée
L'histoire de la presse écrite en Guinée est liée à celle de la Guinée. La presse écrite apparaît durant la période de colonisation, les missionnaires catholiques en étant les précurseurs. D'abord au service des colonisateurs, elle devient un outil utilisé dans la lutte anti-coloniale. Entre 1945 et l'indépendance en 1958, la presse permet l'expression aussi bien du pouvoir et des contre-pouvoirs. La liberté de l'information est ensuite restreinte. « Après la prise du pouvoir par une junte en 1984, la mise en place du multipartisme contribue à l’instauration de la liberté de presse au début des années 1990 ». Très peu de journaux sont diffusés en dehors de la capitale, Conakry. Il n'existe en outre pas de filière organisée de distribution de la presse écrite ; elle s'effectue donc souvent de manière informelle et aléatoire.

## Liste de quelques journaux guinéens

### Journaux anciennement publiés
L'Espérance était un journal publié en Guinée, paru peu après l'assouplissement des lois sur la presse guinéenne en 1993. Le journal a été publié par la Croix-Rouge guinéenne. En 1995, la publication du journal a été interrompue.

### Journaux actuellement publiés
La Guinée ne compte aucun quotidien hormis Horoya, le journal gouvernemental ; les titres à la périodicité régulière sont essentiellement des hebdomadaires, mensuels et bimensuels.
- Le Lynx, journal satirique hebdomadaire créé en 1992[6].
- L'Indépendant, journal indépendant hebdomadaire créé en 1992[7].
- Horoya, journal gouvernemental ; il bénéficie initialement du « monopole des abonnements avec les missions diplomatiques et l'administration gouvernementale »[8].
- L'Événement de Guinée[8].
- L'Enquêteur, créé par Boubacar Yacine Diallo.
- Actu-Elles.info créé par Aminata Pilimini Diallo.
- Bulletin224.com créé par Gilbert Tounkara en 2020.
- Dounet Magazine créé par Fatoumata Keita en 2015.

Outre ces journaux indépendants, de nombreux partis politiques possèdent leur propre feuille.